# Trident Motorsport
Trident Motorsport (in precedenza conosciuto come Trident Racing) è un team di corse automobilistiche che gareggia in categorie per monoposto da corsa. 
Il team è stato fondato nel 2006 da Maurizio Salvadori al fine di competere nel campionato GP2 Series, ed ha sede a Ossona in Lombardia. Attualmente gareggia nei campionati di Formula 2 e Formula 3 e Formula Regional

## Storia

### GP2/Formula 2

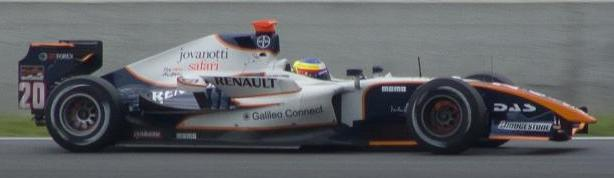
Mike Conway guida per la Trident a Magny-Cours

Dopo una rapida formazione, la squadra si è garantita un posto tra gli iscritti del campionato 2006 della GP2, con i piloti l'italiano Gianmaria Bruni, ex pilota di Formula 1, e l'austriaco Andreas Zuber. Bruni durante l'anno riesce a vincere due gare, ottenendo anche due pole position e due giri veloci, concludendo al settimo posto finale. Zuber invece vince una gara e termina quattordicesimo. Nella classifica del campionato a squadre, Trident chiude la stagione al sesto posto.
Per la stagione 2007 il team sceglie il vincitore della F3 Euro Series, il giapponese Kohei Hirate, e il venezuelano Pastor Maldonado, pilota della World Series by Renault. Maldonado vince una gara e il team termina al decimo posto.
Per il 2008 i piloti sono Mike Conway e Ho-Pin Tung. Il britannico ottiene una vittoria e si piazza dodicesimo, mentre il team conclude nono nella classifica a squadre. 

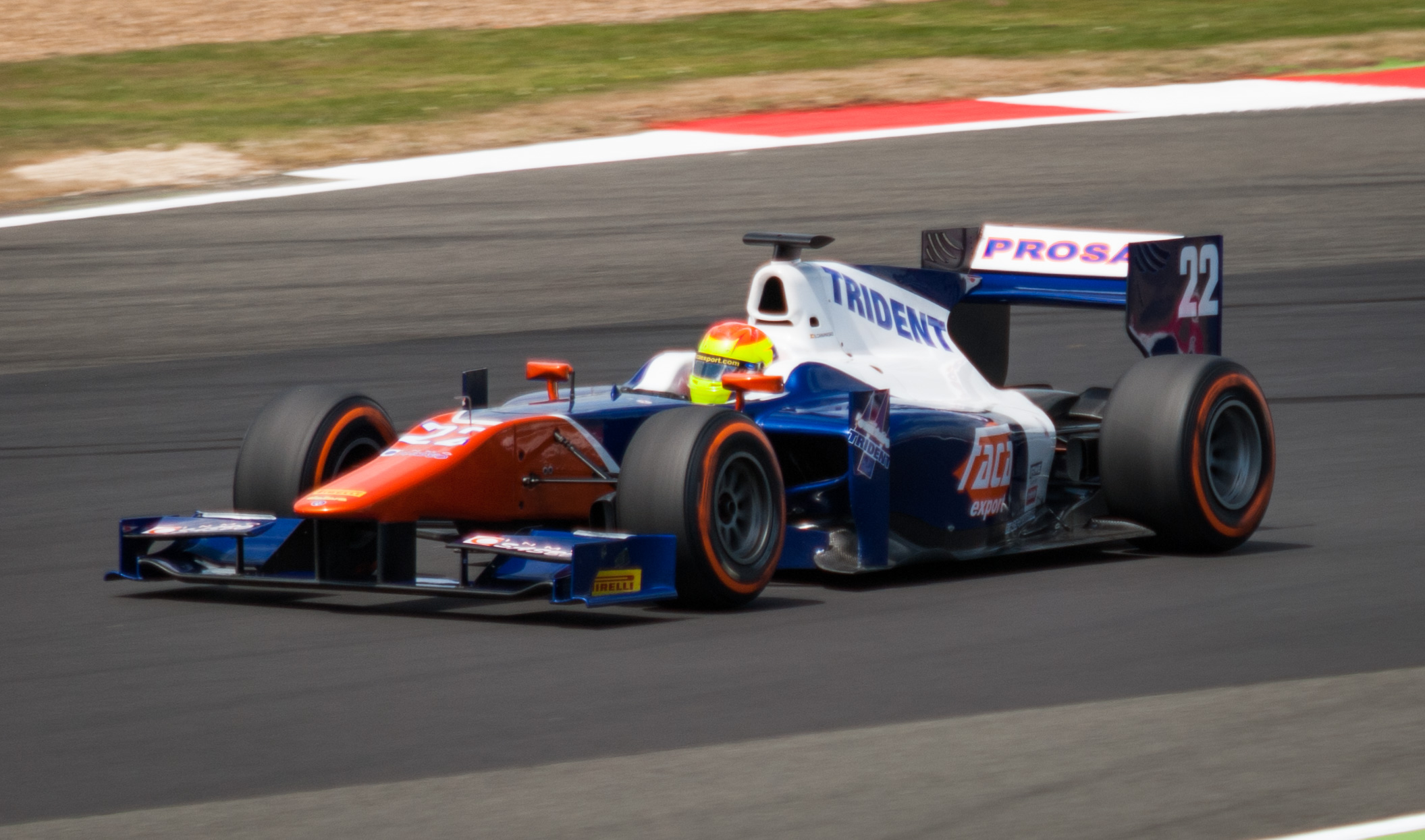
Sergio Canamasas guida per la Trident a Silverstone nel 2014

Dopo due stagioni senza vittorie e senza risultati di rilievo, nella stagione 2011 i piloti sono Rodolfo González e Stefano Coletti. Nell'ultima gara a Monza Stéphane Richelmi ha preso il posto di Stefano Coletti, infortunatosi nel corso della gara di Spa-Francorchamps. A fine campionato il team è ottavo con 22 punti. Nell'arco della stagione Coletti ottiene due vittorie (a Istanbul e all'Hungaroring).
Nella stagione 2012 il team si deve accontentare di un solo podio (3º posto ottenuto da Stéphane Richelmi) come miglior risultato stagionale, e termina in decima posizione nella classifica dei team. Nel 2013 ottiene una vittoria con il francese Nathanaël Berthon e conclude il campionato all'undicesimo posto.
La stagione 2014 si rivela essere la migliore nella categoria per il team, che conclude al quinto posto in entrambe le classifiche, grazie soprattutto a Johnny Cecotto Jr. che ottiene due vittorie e 140 punti.
Nel 2015 il team schiera inizialmente Raffaele Marciello che disputa tutta la stagione, e René Binder, sostituito in corso d'opera da Daniël de Jong, Gustav Malja e Johnny Cecotto Jr. Il team ottiene quattro podi, tutti con Marciello, e si piazza al settimo posto nella classifica a squadre. Nel 2016 la Trident termina all'ottavo posto facendo peggio della stagione precedente, ma vince una gara con Luca Ghiotto.
Nel 2017 continua nella categoria, nel frattempo rinominata Formula 2, schierando Nabil Jeffri per l'intera stagione e Sergio Canamasas, sostituito nell'arco della stagione da Raffaele Marciello, Callum Ilott e Santino Ferrucci. Termina all'ultimo posto tra i team, senza ottenere risultati di rilievo. Il team ripete il decimo posto nel 2018, correndo con Arjun Maini e Santino Ferrucci, sostituito a metà stagione da Alessio Lorandi.
Nella stagione 2019 il team fa salire di categoria Giuliano Alesi, proveniente da tre stagioni di GP3 Series con la squadra, e ingaggia lo svizzero Ralph Boschung, il team conclude la stagione con l'ultima posizione in classifica finale. Nel stagione 2020 la Trident cambia piloti, arrivano Marino Sato e Roy Nissany, ma non cambia il risultato, finiscono ancora ultimi in classifica finale. Per la stagione 2021 viene riconfermato Sato e viene ingaggiato l'esordiente Bent Viscaal.

### GP3 Series
Dal 2012 al 2018 il team prende parte anche al campionato GP3 Series. Nelle prime tre stagioni il team riesce ad ottenere una vittoria (con Giovanni Venturini nel 2013), ma si piazza agli ultimi posti della classifica per team.
Nella stagione 2015, miglior stagione nella categoria, lotta per il titolo con Luca Ghiotto, che termina al secondo posto con 5 vittorie, e permette al team di conquistare il secondo posto anche nella classifica riservata alle squadre.
Dopo essere arrivato al terzo posto nel 2016, il team ripete il secondo posto tra i team nel 2017 e nel 2018, confermandosi come seconda forza della categoria dietro la ART Grand Prix.

### Formula 3
Nel 2019 prende parte al Campionato FIA di Formula 3. Per la prima stagione conferma Pedro Piquet, con la squadra nella precedente stagione di GP3 e ingaggia Devlin DeFrancesco e Niko Kari., il team chiude quarto nella classifica finale. Nel 2020 la Trident ingaggia tre nuovi piloti: Lirim Zendeli, Olli Caldwell e David Beckmann che sostituisce Devlin DeFrancesco a causa della pandemia di COVID-19, il team conclude la stagione al secondo posto in classifica, dietro al altro team italiano, la Prema e con Beckmann finisce sesto nella classifica piloti. 
Nel 2021 la Trident schiera tre nuovi piloti: Jack Doohan, Clément Novalak e David Schumacher. Il team italiano vince per la prima volta il campionato a squadre, Doohan chiude secondo e Novalak terzo nella classifica piloti.

### Formula Regional
Il team Trident dal 2022 decide di entrare nel Campionato FIA di Formula 3 europea regionale al posto di JD Motorsport.

## Timeline
| Serie attuali                                 | Serie attuali |
| --------------------------------------------- | ------------- |
| Campionato FIA di Formula 2                   | 2017–presente |
| Campionato FIA di Formula 3                   | 2019–presente |
| Campionato FIA di Formula 3 europea regionale | 2022–presente |
| Serie passate                                 |               |
| GP2 Asia Series                               | 2008–2011     |
| Formula Masters                               | 2008–2009     |
| Auto GP                                       | 2010          |
| GP2 Series                                    | 2006–2016     |
| GP3 Series                                    | 2012–2018     |

## Risultati

### GP2 Series
| Anno | Telaio         | Motore           | Pilota             | 1         | 2         | 3         | 4         | 5         | 6         | 7         | 8         | 9         | 10        | 11        | 12        | 13        | 14        | 15        | 16        | 17        | 18        | 19        | 20        | 21        | 22       | 23       | 24        | PP  | Punti | PS  | Punti |
| ---- | -------------- | ---------------- | ------------------ | --------- | --------- | --------- | --------- | --------- | --------- | --------- | --------- | --------- | --------- | --------- | --------- | --------- | --------- | --------- | --------- | --------- | --------- | --------- | --------- | --------- | -------- | -------- | --------- | --- | ----- | --- | ----- |
| 2006 | Dallara GP2/05 | Mecachrome V8108 | Gianmaria Bruni    | VAL 1 6   | VAL 2 5   | IMO 1     | IMO 2 Rit | NÜR 1 Rit | NÜR 2 16  | CAT 1 Rit | CAT 2 17  | MCO Rit   | SIL 1 Rit | SIL 2 15  | MAG 1 Rit | MAG 2 Rit | HOC 1     | HOC 2 6   | HUN 1 Rit | HUN 2 8   | IST 1 Rit | IST 2 15  | MNZ 1 Rit | MNZ 2 9   |          |          |           | 7°  | 33    | 6°  | 45    |
| 2006 | Dallara GP2/05 | Mecachrome V8108 | Andreas Zuber      | VAL 1 Rit | VAL 2 13  | IMO 1 Rit | IMO 2 8   | NÜR 1 14  | NÜR 2 Rit | CAT 1 Rit | CAT 2 11  | MCO 5     | SIL 1 Rit | SIL 2 Rit | MAG 1 Rit | MAG 2 18  | HOC 1 Rit | HOC 2 14  | HUN 1 14  | HUN 2 9   | IST 1 7   | IST 2 1   | MNZ 1 Rit | MNZ 2 NC  |          |          |           | 14° | 12    | 6°  | 45    |
| 2007 | Dallara GP2/05 | Mecachrome V8108 | Pastor Maldonado   | BHR 1 NP  | BHR 2 16† | CAT 1 Rit | CAT 2 17† | MCO 1     | MAG 1 10  | MAG 2 8   | SIL 1 7   | SIL 2     | NÜR 1 6   | NÜR 2 4   | HUN 1 Rit | HUN 2 Rit | IST 1     | IST 2     | MNZ 1     | MNZ 2     | SPA 1     | SPA 2     | VAL 1     | VAL 2     |          |          |           | 11° | 25    | 10° | 35    |
| 2007 | Dallara GP2/05 | Mecachrome V8108 | Ricardo Risatti    | BHR 1     | BHR 2     | CAT 1     | CAT 2     | MCO       | MAG 1     | MAG 2     | SIL 1     | SIL 2     | NÜR 1     | NÜR 2     | HUN 1     | HUN 2     | IST 1 16  | IST 2 10  | MNZ 1 8   | MNZ 2 Rit | SPA 1 20† | SPA 2 18  | VAL 1     | VAL 2     |          |          |           | 28° | 1     | 10° | 35    |
| 2007 | Dallara GP2/05 | Mecachrome V8108 | Sergio Hernández   | BHR 1     | BHR 2     | CAT 1     | CAT 2     | MCO       | MAG 1     | MAG 2     | SIL 1     | SIL 2     | NÜR 1     | NÜR 2     | HUN 1     | HUN 2     | IST 1     | IST 2     | MNZ 1     | MNZ 2     | SPA 1     | SPA 2     | VAL 1 Rit | VAL 2 19  |          |          |           | 36° | 0     | 10° | 35    |
| 2007 | Dallara GP2/05 | Mecachrome V8108 | Kohei Hirate       | BHR 1 18  | BHR 2 Rit | CAT 1 13  | CAT 2 10  | MCO 12    | MAG 1 Rit | MAG 2 11  | SIL 1 18  | SIL 2 Rit | NÜR 1 5   | NÜR 2     | HUN 1 11  | HUN 2 10  | IST 1 Rit | IST 2 Rit | MNZ 1 Rit | MNZ 2 10  | SPA 1 Rit | SPA 2 13  | VAL 1 Rit | VAL 2 16  |          |          |           | 19° | 9     | 10° | 35    |
| 2008 | Dallara GP2/08 | Mecachrome V8108 | Mike Conway        | CAT 1 Rit | CAT 2 8   | IST 1 9   | IST 2 5   | MCO 1 8†  | MCO 2 1   | MAG 1 8   | MAG 2 6   | SIL 1 14  | SIL 2 4   | HOC 1 Rit | HOC 2 9   | HUN 1 6   | HUN 2 11  | VAL 1 Rit | VAL 2 8   | SPA 1 7   | SPA 2 Rit | MNZ 1 13  | MNZ 2 Rit |           |          |          |           | 12° | 20    | 9°  | 27    |
| 2008 | Dallara GP2/08 | Mecachrome V8108 | Ho-Pin Tung        | CAT 1 Rit | CAT 2 14  | IST 1 11  | IST 2 Rit | MCO 1 7   | MCO 2     | MAG 1 Rit | MAG 2 14  | SIL 1 18  | SIL 2 Rit | HOC 1 13  | HOC 2 7   | HUN 1 Rit | HUN 2 14  | VAL 1 Rit | VAL 2 9   | SPA 1 15  | SPA 2 10  | MNZ 1 Rit | MNZ 2 8   |           |          |          |           | 18° | 7     | 9°  | 27    |
| 2009 | Dallara GP2/08 | Mecachrome V8108 | Davide Rigon       | CAT 1 17  | CAT 2 21† | MCO 1 9   | MCO 2 7   | IST 1 10  | IST 2 8   | SIL 1 16  | SIL 2 20  | NÜR 1     | NÜR 2     | HUN 1 8   | HUN 2 Rit | VAL 1 12  | VAL 2 7   | SPA 1 Rit | SPA 2 5   | MNZ 1 9   | MNZ 2 8   | ALG 1 14  | ALG 2 9   |           |          |          |           | 22° | 3     | 12° | 3     |
| 2009 | Dallara GP2/08 | Mecachrome V8108 | Rodolfo González   | CAT 1     | CAT 2     | MCO 1     | MCO 2     | IST 1     | IST 2     | SIL 1     | SIL 2     | NÜR 1 15  | NÜR 2 19  | HUN 1     | HUN 2     | VAL 1     | VAL 2     | SPA 1     | SPA 2     | MNZ 1     | MNZ 2     | ALG 1     | ALG 2     |           |          |          |           | 29° | 0     | 12° | 3     |
| 2009 | Dallara GP2/08 | Mecachrome V8108 | Ricardo Teixeira   | CAT 1 Rit | CAT 2 20  | MCO 1 NQ  | MCO 2 NQ  | IST 1 14  | IST 2 18  | SIL 1 Rit | SIL 2 18  | NÜR 1 Rit | NÜR 2 15  | HUN 1 Rit | HUN 2 19  | VAL 1 Rit | VAL 2 14  | SPA 1 Rit | SPA 2 14  | MNZ 1 16  | MNZ 2 14  | ALG 1 15  | ALG 2 21  |           |          |          |           | 26° | 0     | 12° | 3     |
| 2010 | Dallara GP2/08 | Mecachrome V8108 | Adrian Zaugg       | CAT 1 16  | CAT 2 15  | MCO 1 Rit | MCO 2 12  | IST 1 Rit | IST 2 Rit | VAL 1 14  | VAL 2 15  | SIL 1 15  | SIL 2 21  | HOC 1 7   | HOC 2 3   | HUN 1 15  | HUN 2 8   | SPA 1 15  | SPA 2 9   | MNZ 1 6   | MNZ 2 7   | CYM 1 Rit | CYM 2 NP  |           |          |          |           | 18° | 9     | 11° | 14    |
| 2010 | Dallara GP2/08 | Mecachrome V8108 | Johnny Cecotto Jr. | CAT 1 Rit | CAT 2 17  | MCO 1 9   | MCO 2 4   | IST 1 12  | IST 2 12  | VAL 1 Rit | VAL 2 14  | SIL 1 18  | SIL 2 23  | HOC 1 13  | HOC 2 Rit | HUN 1 Rit | HUN 2 13  | SPA 1 10  | SPA 2 Rit | MNZ 1     | MNZ 2     | CYM 1     | CYM 2     |           |          |          |           | 23° | 3     | 11° | 14    |
| 2010 | Dallara GP2/08 | Mecachrome V8108 | Edoardo Piscopo    | CAT 1     | CAT 2     | MCO 1     | MCO 2     | IST 1     | IST 2     | VAL 1     | VAL 2     | SIL 1     | SIL 2     | HOC 1     | HOC 2     | HUN 1     | HUN 2     | SPA 1     | SPA 2     | MNZ 1 7   | MNZ 2 Rit | CYM 1     | CYM 2     |           |          |          |           | 26° | 2     | 11° | 14    |
| 2010 | Dallara GP2/08 | Mecachrome V8108 | Federico Leo       | CAT 1     | CAT 2     | MCO 1     | MCO 2     | IST 1     | IST 2     | VAL 1     | VAL 2     | SIL 1     | SIL 2     | HOC 1     | HOC 2     | HUN 1     | HUN 2     | SPA 1     | SPA 2     | MNZ 1     | MNZ 2     | CYM 1 19  | CYM 2 Rit |           |          |          |           | 32° | 0     | 11° | 14    |
| 2011 | Dallara GP2/11 | Mecachrome V8108 | Stefano Coletti    | IST 1 5   | IST 2 1   | CAT 1 10  | CAT 2 20† | MCO 1 5   | MCO 2 Rit | VAL 1 17  | VAL 2 19† | SIL 1 7   | SIL 2 22  | NÜR 1 Rit | NÜR 2 Rit | HUN 1 21  | HUN 2 1   | SPA 1 Rit | SPA 2 NP  | MNZ 1     | MNZ 2     |           |           |           |          |          |           | 11° | 22    | 8°  | 22    |
| 2011 | Dallara GP2/11 | Mecachrome V8108 | Stéphane Richelmi  | IST 1     | IST 2     | CAT 1     | CAT 2     | MCO 1     | MCO 2     | VAL 1     | VAL 2     | SIL 1     | SIL 2     | NÜR 1     | NÜR 2     | HUN 1     | HUN 2     | SPA 1     | SPA 2     | MNZ 1 15  | MNZ 2 14  |           |           |           |          |          |           | 31° | 0     | 8°  | 22    |
| 2011 | Dallara GP2/11 | Mecachrome V8108 | Rodolfo González   | IST 1 Rit | IST 2 22  | CAT 1 20  | CAT 2 10  | MCO 1 Rit | MCO 2 14  | VAL 1 15  | VAL 2 Rit | SIL 1 18  | SIL 2 13  | NÜR 1 9   | NÜR 2 15  | HUN 1 Rit | HUN 2 9   | SPA 1 Rit | SPA 2 17  | MNZ 1 19  | MNZ 2 16  |           |           |           |          |          |           | 26° | 0     | 8°  | 22    |
| 2012 | Dallara GP2/11 | Mecachrome V8108 | Stéphane Richelmi  | SEP 1 19  | SEP 2 19  | BHR 1 11  | BHR 2 Rit | BHR 3 17  | BHR 4 17  | CAT 1 21  | CAT 2 19  | MCO 1 8   | MCO 2 Rit | VAL 1 14  | VAL 2 Rit | SIL 1 13  | SIL 2 Rit | HOC 1 3   | HOC 2 21  | HUN 1 17  | HUN 2 21  | SPA 1 9   | SPA 2 6   | MNZ 1 13  | MNZ 2 9  | MRN 1 14 | MRN 2 22† | 18° | 25    | 10° | 34    |
| 2012 | Dallara GP2/11 | Mecachrome V8108 | Julián Leal        | SEP 1 15  | SEP 2 15  | BHR 1 12  | BHR 2 17  | BHR 3 15  | BHR 4 14  | CAT 1 24  | CAT 2 17  | MCO 1 21  | MCO 2 Rit | VAL 1 12  | VAL 2 8   | SIL 1 20  | SIL 2 17  | HOC 1 21  | HOC 2 12  | HUN 1 16  | HUN 2 15  | SPA 1 7   | SPA 2 9   | MNZ 1 10  | MNZ 2 8  | MRN 1 11 | MRN 2 16  | 21° | 9     | 10° | 34    |
| 2013 | Dallara GP2/11 | Mecachrome V8108 | Nathanaël Berthon  | SEP 1 Rit | SEP 2 21  | BHR 1 17  | BHR 2 22  | CAT 1 Rit | CAT 2 23  | MCO 1 Rit | MCO 2 21  | SIL 1 20  | SIL 2 Rit | NÜR 1 17  | NÜR 2 15  | HUN 1 8   | HUN 2 1   | SPA 1 22  | SPA 2 13  | MNZ 1 Rit | MNZ 2 21  | MRN 1 Rit | MRN 2 10  | CYM 1 18† | CYM 2 13 |          |           | 20° | 21    | 11° | 49    |
| 2013 | Dallara GP2/11 | Mecachrome V8108 | Kevin Ceccon       | SEP 1 17  | SEP 2 22  | BHR 1 11  | BHR 2 10  | CAT 1 7   | CAT 2 7   | MCO 1 2   | MCO 2 7   | SIL 1 Rit | SIL 2 12  | NÜR 1 Rit | NÜR 2 NP  | HUN 1     | HUN 2     | SPA 1     | SPA 2     | MNZ 1     | MNZ 2     | MRN 1     | MRN 2     | CYM 1     | CYM 2    |          |           | 17° | 28    | 11° | 49    |
| 2013 | Dallara GP2/11 | Mecachrome V8108 | Ricardo Teixeira   | SEP 1     | SEP 2     | BHR 1     | BHR 2     | CAT 1     | CAT 2     | MCO 1     | MCO 2     | SIL 1     | SIL 2     | NÜR 1     | NÜR 2     | HUN 1 19  | HUN 2 19  | SPA 1 21  | SPA 2 24  | MNZ 1     | MNZ 2     | MRN 1     | MRN 2     | CYM 1     | CYM 2    |          |           | 34° | 0     | 11° | 49    |
| 2013 | Dallara GP2/11 | Mecachrome V8108 | Sergio Campana     | SEP 1     | SEP 2     | BHR 1     | BHR 2     | CAT 1     | CAT 2     | MCO 1     | MCO 2     | SIL 1     | SIL 2     | NÜR 1     | NÜR 2     | HUN 1     | HUN 2 1   | SPA 1     | SPA 2     | MNZ 1 15  | MNZ 2 24  | MRN 1     | MRN 2     | CYM 1     | CYM 2    |          |           | 32° | 0     | 11° | 49    |
| 2013 | Dallara GP2/11 | Mecachrome V8108 | Gianmarco Raimondo | SEP 1     | SEP 2     | BHR 1     | BHR 2     | CAT 1     | CAT 2     | MCO 1     | MCO 2     | SIL 1     | SIL 2     | NÜR 1     | NÜR 2     | HUN 1     | HUN 2     | SPA 1     | SPA 2     | MNZ 1     | MNZ 2     | MRN 1 21  | MRN 2 22  | CYM 1 17  | CYM 2 15 |          |           | 30° | 0     | 11° | 49    |
| 2014 | Dallara GP2/11 | Mecachrome V8108 | Johnny Cecotto Jr. | BHR 1 21  | BHR 2 14  | CAT 1     | CAT 2 6   | MCO 1 4   | MCO 2 4   | RBR 1 6   | RBR 2 1   | SIL 1 6   | SIL 2 3   | HOC 1 7   | HOC 2 Rit | HUN 1 Rit | HUN 2 Rit | SPA 1 3   | SPA 2     | MNZ 1 10  | MNZ 2 Rit | SOČ 1 19  | SOČ 2 23† | CYM 1 6   | CYM 2 6  |          |           | 5°  | 140   | 6°  | 169   |
| 2014 | Dallara GP2/11 | Mecachrome V8108 | Axcil Jefferies    | BHR 1 Rit | BHR 2 21  | CAT 1     | CAT 2     | MCO 1     | MCO 2     | RBR 1     | RBR 2     | SIL 1     | SIL 2     | HOC 1     | HOC 2     | HUN 1     | HUN 2     | SPA 1     | SPA 2     | MNZ 1     | MNZ 2     | SOČ 1     | SOČ 2     | CYM 1     | CYM 2    |          |           | 34° | 0     | 6°  | 169   |
| 2014 | Dallara GP2/11 | Mecachrome V8108 | Sergio Canamasas   | BHR 1     | BHR 2     | CAT 1 17  | CAT 2 18  | MCO 1 5   | MCO 2     | RBR 1 15  | RBR 2 9   | SIL 1 15  | SIL 2 Rit | HOC 1 15  | HOC 2 13  | HUN 1 Rit | HUN 2 NP  | SPA 1 20  | SPA 2 Rit | MNZ 1 18  | MNZ 2 SQ  | SOČ 1 7   | SOČ 2 Rit | CYM 1 16  | CYM 2 8  |          |           | 14° | 29    | 6°  | 169   |
| 2015 | Dallara GP2/11 | Mecachrome V8108 | Raffaele Marciello | BHR 1 Rit | BHR 2 20  | CAT 1 6   | CAT 2 17  | MCO 1 8   | MCO 2     | RBR 1 15  | RBR 2 10  | SIL 1 6   | SIL 2     | HUN 1 7   | HUN 2 4   | SPA 1 14  | SPA 2 12  | MNZ 1 15  | MNZ 2 7   | SOČ 1 6   | SOČ 2 3   | BHR 3 4   | BHR 4 5   | CYM 1 2   | CYM 2 C  |          |           | 7°  | 110   | 7°  | 111   |
| 2015 | Dallara GP2/11 | Mecachrome V8108 | René Binder        | BHR 1 17  | BHR 2 Rit | CAT 1 22  | CAT 2 Rit | MCO 1 11  | MCO 2 16  | RBR 1 17  | RBR 2 14  | SIL 1 17  | SIL 2 18  | HUN 1 23  | HUN 2 24  | SPA 1     | SPA 2     | MNZ 1 10  | MNZ 2 8   | SOČ 1 16  | SOČ 2 Rit | BHR 3 20  | BHR 4 Rit | CYM 1 14  | CYM 2 C  |          |           | 22° | 2     | 7°  | 111   |
| 2015 | Dallara GP2/11 | Mecachrome V8108 | Gustav Malja       | BHR 1     | BHR 2     | CAT 1     | CAT 2     | MCO 1     | MCO 2     | RBR 1     | RBR 2     | SIL 1     | SIL 2     | HUN 1     | HUN 2     | SPA 1 10  | SPA 2 18  | MNZ 1     | MNZ 2     | SOČ 1     | SOČ 2     | BHR 3     | BHR 4     | CYM 1     | CYM 2    |          |           | 25° | 1     | 7°  | 111   |
| 2015 | Dallara GP2/11 | Mecachrome V8108 | Johnny Cecotto Jr. | BHR 1     | BHR 2     | CAT 1 21  | CAT 2 Rit | MCO 1 20  | MCO 2 Rit | RBR 1     | RBR 2     | SIL 1 13  | SIL 2 25  | HUN 1     | HUN 2     | SPA 1     | SPA 2     | MNZ 1 18  | MNZ 2 13  | SOČ 1 13  | SOČ 2 22† | BHR 3     | BHR 4     | CYM 1     | CYM 2    |          |           | 28° | 0     | 7°  | 111   |
| 2015 | Dallara GP2/11 | Mecachrome V8108 | Daniël de Jong     | BHR 1 18  | BHR 2 13  | CAT 1 15  | CAT 2 9   | MCO 1 12  | MCO 2 12  | RBR 1 21  | RBR 2 12  | SIL 1 11  | SIL 2 26† | HUN 1 10  | HUN 2 Rit | SPA 1 Rit | SPA 2 NP  | MNZ 1     | MNZ 2     | SOČ 1     | SOČ 2     | BHR 3 19  | BHR 4 14  | CYM 1 Rit | CYM 2 C  |          |           | 23° | 1     | 7°  | 111   |
| 2016 | Dallara GP2/11 | Mecachrome V8108 | Luca Ghiotto       | CAT 1 Rit | CAT 2 12  | MCO 1 Rit | MCO 2 14  | BAK 1 9   | BAK 2 12  | RBR 1 4   | RBR 2 9   | SIL 1 5   | SIL 2     | HUN 1 17  | HUN 2 Rit | HOC 1 2   | HOC 2 4   | SPA 1 7   | SPA 2 3   | MNZ 1 6   | MNZ 2 Rit | SEP 1 7   | SEP 2 1   | CYM 3 11  | CYM 4 19 |          |           | 8°  | 111   | 8°  | 111   |
| 2016 | Dallara GP2/11 | Mecachrome V8108 | Philo Paz Armand   | CAT 1 Rit | CAT 2 Rit | MCO 1 16  | MCO 2 Rit | BAK 1 Rit | BAK 2 Rit | RBR 1 15  | RBR 2 14  | SIL 1 20  | SIL 2 20  | HUN 1 19  | HUN 2 15  | HOC 1 16  | HOC 2 Rit | SPA 1 20  | SPA 2 19  | MNZ 1 19  | MNZ 2 17  | SEP 1 19  | SEP 2 Rit | CYM 3 16  | CYM 4 18 |          |           | 24° | 0     | 8°  | 111   |

### Formula 2
| Anno | Telaio          | Motore           | Pilota              | 1         | 2         | 3         | 4         | 5         | 6        | 7         | 8         | 9          | 10        | 11        | 12        | 13        | 14        | 15        | 16        | 17        | 18        | 19        | 20       | 21        | 22        | 23        | 24        | 25       | 26        | 27       | 28       | PP  | Punti | PS  | Punti |
| ---- | --------------- | ---------------- | ------------------- | --------- | --------- | --------- | --------- | --------- | -------- | --------- | --------- | ---------- | --------- | --------- | --------- | --------- | --------- | --------- | --------- | --------- | --------- | --------- | -------- | --------- | --------- | --------- | --------- | -------- | --------- | -------- | -------- | --- | ----- | --- | ----- |
| 2017 | Dallara GP2/11  | Mecachrome V8108 | Nabil Jeffri        | BHR 1 19  | BHR 2 16  | CAT 1 18  | CAT 2 18  | MCO 1 14  | MCO 2 11 | BAK 1 Rit | BAK 2 17  | RBR 1 18   | RBR 2 12  | SIL 1 15  | SIL 2 18  | HUN 1 12  | HUN 2 15  | SPA 1 11  | SPA 2 15  | MNZ 1 12  | MNZ 2 17  | JER 1 9   | JER 2 15 | CYM 1 Rit | CYM 2 16  |           |           |          |           |          |          | 23° | 2     | 10° | 9     |
| 2017 | Dallara GP2/11  | Mecachrome V8108 | Sergio Canamasas    | BHR 1 14  | BHR 2 11  | CAT 1 Rit | CAT 2 11  | MCO 1 10  | MCO 2 17 | BAK 1 9   | BAK 2 15  | RBR 1 15   | RBR 2 9   | SIL 1 5   | SIL 2 4   | HUN 1 Rit | HUN 2 Rit | SPA 1     | SPA 2     | MNZ 1     | MNZ 2     | JER 1     | JER 2    | CYM 1     | CYM 2     |           |           |          |           |          |          | 14° | 21    | 10° | 9     |
| 2017 | Dallara GP2/11  | Mecachrome V8108 | Raffaele Marciello  | BHR 1     | BHR 2     | CAT 1     | CAT 2     | MCO 1     | MCO 2    | BAK 1     | BAK 2     | RBR 1 19   | RBR 2 Rit | SIL 1     | SIL 2     | HUN 1     | HUN 2     | SPA 1     | SPA 2     | MNZ 1     | MNZ 2     | JER 1     | JER 2    | CYM 1     | CYM 2     |           |           |          |           |          |          | 29° | 0     | 10° | 9     |
| 2017 | Dallara GP2/11  | Mecachrome V8108 | Callum Ilott        | BHR 1     | BHR 2     | CAT 1     | CAT 2     | MCO 1     | MCO 2    | BAK 1     | BAK 2     | RBR 1      | RBR 2     | SIL 1 19  | SIL 2 14  | HUN 1     | HUN 2     | SPA 1     | SPA 2     | MNZ 1     | MNZ 2     | JER 1     | JER 2    | CYM 1     | CYM 2     |           |           |          |           |          |          | 26° | 0     | 10° | 9     |
| 2017 | Dallara GP2/11  | Mecachrome V8108 | Santino Ferrucci    | BHR 1     | BHR 2     | CAT 1     | CAT 2     | MCO 1     | MCO 2    | BAK 1     | BAK 2     | RBR 1      | RBR 2     | SIL 1     | SIL 2     | HUN 1 9   | HUN 2 14  | SPA 1 9   | SPA 2 10  | MNZ 1 Rit | MNZ 2 14  | JER 1 Rit | JER 2 13 | CYM 1 14  | CYM 2 15  |           |           |          |           |          |          | 22° | 4     | 10° | 9     |
| 2018 | Dallara F2 2018 | Mecachrome V634T | Arjun Maini         | BHR 1 15  | BHR 2 14  | BAK 1 Rit | BAK 2 5   | CAT 1 Rit | CAT 2 13 | MCO 1 5   | MCO 2 5   | LEC 1br>10 | LEC 2 13  | RBR 1 14  | RBR 2 10  | SIL 1 14  | SIL 2 13  | HUN 1 12  | HUN 2 14  | SPA 1 14  | SPA 2 8   | MNZ 1 Rit | MNZ 2 9  | SOČ 1 15  | SOČ 2 15  | CYM 3 Rit | CYM 4 NP  |          |           |          |          | 16° | 24    | 10° | 37    |
| 2018 | Dallara F2 2018 | Mecachrome V634T | Santino Ferrucci    | BHR 1 14  | BHR 2 20  | BAK 1 11  | BAK 2 6   | CAT 1 NP  | CAT 2 11 | MCO 1 13  | MCO 2 12† | LEC 1 13   | LEC 2 9   | RBR 1 10  | RBR 2 7   | SIL 1 16  | SIL 2 SQ  | HUN 1     | HUN 2     | SPA 1     | SPA 2     | MNZ 1     | MNZ 2    | SOČ 1     | SOČ 2     | CYM 3     | CYM 4     |          |           |          |          | 19° | 7     | 10° | 37    |
| 2018 | Dallara F2 2018 | Mecachrome V634T | Alessio Lorandi     | BHR 1     | BHR 2     | BAK 1     | BAK 2     | CAT 1     | CAT 2    | MCO 1     | MCO 2     | LEC 1      | LEC 2     | RBR 1     | RBR 2     | SIL 1     | SIL 2     | HUN 1 14  | HUN 2 Rit | SPA 1 13  | SPA 2 15  | MNZ 1 15  | MNZ 2 12 | SOČ 1 7   | SOČ 2 Rit | CYM 3 13  | CYM 4 14  |          |           |          |          | 20° | 6     | 10° | 37    |
| 2019 | Dallara F2 2018 | Mecachrome V634T | Giuliano Alesi      | BHR 1 12  | BHR 2 SQ  | BAK 1 Rit | BAK 2 Rit | CAT 1 Rit | CAT 2 16 | MCO 1 11  | MCO 2 Rit | LEC 1 10   | LEC 2 14  | RBR 1 13  | RBR 2 Rit | SIL 1 17  | SIL 2 Rit | HUN 1 13  | HUN 2 12  | SPA 1 C   | SPA 2 C   | MNZ 1 7   | MNZ 2 7  | SOČ 1 13  | SOČ 2 8   | CYM 3 8   | CYM 4 5   |          |           |          |          | 15° | 20    | 10° | 23    |
| 2019 | Dallara F2 2018 | Mecachrome V634T | Ralph Boschung      | BHR 1 11  | BHR 2 14  | BAK 1 12  | BAK 2 Rit | CAT 1 10  | CAT 2 10 | MCO 1 9   | MCO 2 Rit | LEC 1 Rit  | LEC 2 15  | RBR 1     | RBR 2     | SIL 1     | SIL 2     | HUN 1 18† | HUN 2 18  | SPA 1 C   | SPA 2 C   | MNZ 1     | MNZ 2    | SOČ 1 14  | SOČ 2 12  | CYM 3     | CYM 4     |          |           |          |          | 19° | 3     | 10° | 23    |
| 2019 | Dallara F2 2018 | Mecachrome V634T | Ryan Tveter         | BHR 1     | BHR 2     | BAK 1     | BAK 2     | CAT 1     | CAT 2    | MCO 1     | MCO 2     | LEC 1      | LEC 2     | RBR 1 15  | RBR 2 16  | SIL 1     | SIL 2     | HUN 1     | HUN 2     | SPA 1     | SPA 2     | MNZ 1     | MNZ 2    | SOČ 1     | SOČ 2     | CYM 3     | CYM 4     |          |           |          |          | 27° | 0     | 10° | 23    |
| 2019 | Dallara F2 2018 | Mecachrome V634T | Dorian Boccolacci   | BHR 1 15  | BHR 2 17  | BAK 1 5   | BAK 2 7   | CAT 1 14  | CAT 2 18 | MCO 1 4   | MCO 2 <5  | LEC 1 Rit  | LEC 2 13  | RBR 1     | RBR 2     | SIL 1     | SIL 2     | HUN 1 Rit | HUN 2 14  | SPA 1     | SPA 2     | MNZ 1     | MNZ 2    | SOČ 1     | SOČ 2     | CYM 3     | CYM 4     |          |           |          |          | 14° | 30    | 10° | 23    |
| 2019 | Dallara F2 2018 | Mecachrome V634T | Christian Lundgaard | BHR 1     | BHR 2     | BAK 1     | BAK 2     | CAT 1     | CAT 2    | MCO 1     | MCO 2     | LEC 1      | LEC 2     | RBR 1     | RBR 2     | SIL 1     | SIL 2     | HUN 1     | HUN 2     | SPA 1     | SPA 2     | MNZ 1     | MNZ 2    | SOČ 1     | SOČ 2     | CYM 3 14  | CYM 4 12  |          |           |          |          | 23° | 0     | 10° | 23    |
| 2020 | Dallara F2 2018 | Mecachrome V634T | Roy Nissany         | RBR 1 10  | RBR 2 12  | RBR 3 15  | RBR 4 18  | HUN 1 Rit | HUN 2 17 | SIL 1 Rit | SIL 2 16  | SIL 3 18   | SIL 4 15  | CAT 1 Rit | CAT 2 12  | SPA 1 8   | SPA 2 Rit | MNZ 1 19  | MNZ 2 10  | MUG 1 15  | MUG 2 10  | SOČ 1 Rit | SOČ 2 19 | BHR 1 15  | BHR 2 9   | BHR 3 10  | BHR 4 15  |          |           |          |          | 19° | 5     | 11° | 6     |
| 2020 | Dallara F2 2018 | Mecachrome V634T | Marino Sato         | RBR 1 Rit | RBR 2 17  | RBR 3 16  | RBR 4 Rit | HUN 1 Rit | HUN 2 20 | SIL 1 20  | SIL 2 12  | SIL 3 17   | SIL 4 17  | CAT 1 15  | CAT 2 21  | SPA 1 14  | SPA 2 Rit | MNZ 1 20  | MNZ 2 13  | MUG 1 14  | MUG 2 8   | SOČ 1 13  | SOČ 2 15 | BHR 1 20  | BHR 2 11  | BHR 3 17  | BHR 4 16  |          |           |          |          | 22° | 1     | 11° | 6     |
| 2021 | Dallara F2 2018 | Mecachrome V634T | Bent Viscaal        | BHR 1 13  | BHR 2 12  | BHR 3 17  | MON 1 14  | MON 2 11  | MON 3 11 | BAK 1 10  | BAK 2 4   | BAK 3 17   | SIL 1 16  | SIL 2 Rit | SIL 3 13  | MNZ 1 7   | MNZ 2     | MNZ 3 15† | SOČ 1 Rit | SOČ 2 C   | SOČ 3 Rit | GED 1 9   | GED 2    | GED 3 12  | CYM 1 13  | CYM 2 10  | CYM 3 12  |          |           |          |          | 14° | 34    | 9°  | 35    |
| 2021 | Dallara F2 2018 | Mecachrome V634T | Marino Sato         | BHR 1 15  | BHR 2 8   | BHR 3 14  | MON 1 19† | MON 2 Rit | MON 3 14 | BAK 1 18  | BAK 2 13  | BAK 3 15   | SIL 1 NC  | SIL 2 16  | SIL 3 19  | MNZ 1 NC  | MNZ 2 20  | MNZ 3 Rit | SOČ 1 14  | SOČ 2 C   | SOČ 3 14  | GED 1 Rit | GED 2 13 | GED 3 18  | CYM 1 19  | CYM 2 16  | CYM 3 17  |          |           |          |          | 21° | 1     | 9°  | 35    |
| 2022 | Dallara F2 2018 | Mecachrome V634T | Richard Verschoor   | BHR 1     | BHR 2 Rit | GED 1 5   | GED 2     | IMO 1 13  | IMO 2 14 | CAT 1 11  | CAT 2 18  | MON 1 13   | MON 2 12  | BAK 1 20† | BAK 2 5   | SIL 1 10  | SIL 2 14  | RBR 1 6   | RBR 2 SQ  | LEC 1 NC  | LEC 2 17† | HUN 1 18  | HUN 2 8  | SPA 1 5   | SPA 2 4   | ZAN 1 7   | ZAN 2     | MNZ 1 8  | MNZ 2 9   | CYM 1 2  | CYM 2 7  | 12° | 103   | 9°  | 108   |
| 2022 | Dallara F2 2018 | Mecachrome V634T | Calan Williams      | BHR 1 15  | BHR 2 18† | GED 1 4   | GED 2 13  | IMO 1 14  | IMO 2 15 | CAT 1 16  | CAT 2 11  | MON 1 14   | MON 2 16† | BAK 1 16† | BAK 2 16  | SIL 1 17  | SIL 2 16  | RBR 1 14  | RBR 2 15  | LEC 1 13  | LEC 2 11  | HUN 1 11  | HUN 2 16 | SPA 1 16  | SPA 2 16  | ZAN 1 18  | ZAN 2 11  | MNZ 1 14 | MNZ 2 Rit | CYM 1    | CYM 2    | 23° | 5     | 9°  | 108   |
| 2022 | Dallara F2 2018 | Mecachrome V634T | Zane Maloney        | BHR 1     | BHR 2     | GED 1     | GED 2     | IMO 1     | IMO 2    | CAT 1     | CAT 2     | MON 1      | MON 2     | BAK 1     | BAK 2     | SIL 1     | SIL 2     | RBR 1     | RBR 2     | LEC 1     | LEC 2     | HUN 1     | HUN 2    | SPA 1     | SPA 2     | ZAN 1     | ZAN 2     | MNZ 1    | MNZ 2     | CYM 1 15 | CYM 2 16 | 26° | 0     | 9°  | 108   |
| 2023 | Dallara F2 2024 | Mecachrome V634T | Roman Staněk        | BHR 1 13  | BHR 2 Rit | GED 1 17  | GED 2 14  | ALB 1 16  | ALB 2 14 | BAK 1 8   | BAK 2 17  | MON 1 12   | MON 2 7   | CAT 1 13  | CAT 2 12  | RBR 1 5   | RBR 2 Rit | SIL 1 15  | SIL 2 Rit | HUN 1 16  | HUN 2 14  | SPA 1 15  | SPA 2 9  | ZAN 1 14  | ZAN 2 11  | MNZ 1 8   | MNZ 2 10  | CYM 1 11 | CYM 2 12  |          |          | 18° | 15    | 10° | 43    |
| 2023 | Dallara F2 2024 | Mecachrome V634T | Clément Novalak     | BHR 1 16  | BHR 2 13  | GED 1 15  | GED 2 16  | ALB 1 11  | ALB 2 11 | BAK 1 7   | BAK 2 16  | MON 1 17   | MON 2 17  | CAT 1 11  | CAT 2 21  | RBR 1 SQ  | RBR 2 13  | SIL 1 17  | SIL 2 12  | HUN 1 Rit | HUN 2 Rit | SPA 1 17  | SPA 2 13 | ZAN 1 8   | ZAN 2 1   | MNZ 1 10  | MNZ 2 Rit | CYM 1    | CYM 2     |          |          | 17° | 28    | 10° | 43    |
| 2023 | Dallara F2 2024 | Mecachrome V634T | Paul Aron           | BHR 1     | BHR 2     | GED 1     | GED 2     | ALB 1     | ALB 2    | BAK 1     | BAK 2     | MON 1      | MON 2     | CAT 1     | CAT 2     | RBR 1     | RBR 2     | SIL 1     | SIL 2     | HUN 1     | HUN 2     | SPA 1     | SPA 2    | ZAN 1     | ZAN 2     | MNZ 1     | MNZ 2     | CYM 1 16 | CYM 2 18  |          |          | 24° | 0     | 10° | 43    |

### GP3 Series
| Anno | Telaio         | Motore       | Pilota             | 1        | 2         | 3         | 4         | 5         | 6         | 7        | 8         | 9         | 10        | 11        | 12        | 13       | 14        | 15       | 16        | 17 | 18 | PP  | Punti | PS | Punti |
| ---- | -------------- | ------------ | ------------------ | -------- | --------- | --------- | --------- | --------- | --------- | -------- | --------- | --------- | --------- | --------- | --------- | -------- | --------- | -------- | --------- | -- | -- | --- | ----- | -- | ----- |
| 2012 | Dallara GP3/10 | Renault B20F | Vicky Piria        | CAT 1 22 | CAT 2 16  | MON 1 19  | MON 2 12  | VAL 1 17  | VAL 2 18  | SIL 1 18 | SIL 2 21† | HOC 1 14  | HOC 2 Rit | HUN 1 20  | HUN 2 19  | SPA 1 16 | SPA 2 19  | MNZ 1 16 | MNZ 2 Rit |    |    | 26° | 0     | 9° | 31    |
| 2012 | Dallara GP3/10 | Renault B20F | Antonio Spavone    | CAT 1 17 | CAT 2 Rit | MON 1 20  | MON 2 14  | VAL 1 Rit | VAL 2 17  | SIL 1 21 | SIL 2 18  | HOC 1     | HOC 2     | HUN 1     | HUN 2     | SPA 1    | SPA 2     | MNZ 1    | MNZ 2     |    |    | 30° | 0     | 9° | 31    |
| 2012 | Dallara GP3/10 | Renault B20F | Giovanni Venturini | CAT 1    | CAT 2     | MON 1     | MON 2     | VAL 1     | VAL 2     | SIL 1 13 | SIL 2 16  | HOC 1 3   | HOC 2 8   | HUN 1 11  | HUN 2 Rit | SPA 1 9  | SPA 2 9   | MNZ 1 8  | MNZ 2 3   |    |    | 13° | 31    | 9° | 31    |
| 2013 | Dallara GP3/13 | AER P57      | Giovanni Venturini | CAT 1 12 | CAT 2 8   | VAL 1 15  | VAL 2 13  | SIL 1 8   | SIL 2 1   | NÜR 1 16 | NÜR 2 14  | HUN 1 9   | HUN 2 6   | SPA 1 11  | SPA 2 11  | MNZ 1 11 | MNZ 2 Rit | CYM 1 11 | CYM 2 9   |    |    | 15° | 26    | 8° | 32    |
| 2013 | Dallara GP3/13 | AER P57      | David Fumanelli    | CAT 1 7  | CAT 2 17  | VAL 1 Rit | VAL 2 Rit | SIL 1 Rit | SIL 2 20  | NÜR 1 17 | NÜR 2 20  | HUN 1 16  | HUN 2 18  | SPA 1 15  | SPA 2 14  | MNZ 1 15 | MNZ 2 18  | CYM 1    | CYM 2     |    |    | 19° | 6     | 8° | 32    |
| 2013 | Dallara GP3/13 | AER P57      | Robert Cregan      | CAT 1    | CAT 2     | VAL 1     | VAL 2     | SIL 1     | SIL 2     | NÜR 1    | NÜR 2     | HUN 1     | HUN 2     | SPA 1     | SPA 2     | MNZ 1    | MNZ 2     | CYM 1 16 | CYM 2 13  |    |    | 27° | 0     | 8° | 32    |
| 2013 | Dallara GP3/13 | AER P57      | Emanuele Zonzini   | CAT 1 17 | CAT 2 Rit | VAL 1 16  | VAL 2 14  | SIL 1 19  | SIL 2 Rit | NÜR 1 15 | NÜR 2 12  | HUN 1 Rit | HUN 2 Rit | SPA 1 Rit | SPA 2 23  | MNZ 1 14 | MNZ 2 14  | CYM 1 14 | CYM 2 14  |    |    | 25° | 0     | 8° | 32    |

### Formula 3
| Anno | Telaio          | Motore          | Pilota             | 1        | 2         | 3         | 4         | 5         | 6        | 7         | 8         | 9         | 10       | 11       | 12        | 13        | 14       | 15        | 16        | 17       | 18        | 19       | 20      | 21       | PP  | Punti | PS | Punti |
| ---- | --------------- | --------------- | ------------------ | -------- | --------- | --------- | --------- | --------- | -------- | --------- | --------- | --------- | -------- | -------- | --------- | --------- | -------- | --------- | --------- | -------- | --------- | -------- | ------- | -------- | --- | ----- | -- | ----- |
| 2019 | Dallara F3 2019 | Mecachrome V634 | Pedro Piquet       | CAT 1 26 | CAT 2 16  | LEC 1 3   | LEC 2     | RBR 1 6   | RBR 2 15 | SIL 1 6   | SIL 2 27† | HUN 1 Rit | HUN 2 27 | SPA 1    | SPA 2 6   | MNZ 1 5   | MNZ 2 5  | SOČ 1 6   | SOČ 2 Rit |          |           |          |         |          | 5°  | 98    | 4° | 134   |
| 2019 | Dallara F3 2019 | Mecachrome V634 | Niko Kari          | CAT 1 8  | CAT 2 3   | LEC 1 18  | LEC 2 24† | RBR 1 11  | RBR 2 8  | SIL 1 18  | SIL 2 19  | HUN 1 14  | HUN 2 12 | SPA 1 19 | SPA 2 Rit | MNZ 1 Rit | MNZ 2 15 | SOČ 1 3   | SOČ 2 5   |          |           |          |         |          | 12° | 36    | 4° | 134   |
| 2019 | Dallara F3 2019 | Mecachrome V634 | Devlin DeFrancesco | CAT 1 23 | CAT 2 20  | LEC 1 21† | LEC 2 21  | RBR 1 17  | RBR 2 9  | SIL 1 27  | SIL 2 17  | HUN 1 12  | HUN 2 11 | SPA 1 29 | SPA 2 Rit | MNZ 1 12  | MNZ 2 16 | SOČ 1 23  | SOČ 2 12  |          |           |          |         |          | 25° | 0     | 4° | 134   |
| 2020 | Dallara F3 2019 | Mecachrome V634 | David Beckmann     | RBR 1 7  | RBR 2 4   | RBR 3     | RBR 4 3   | HUN 1 10  | HUN 2 1  | SIL 1 9   | SIL 2 1   | SIL 3 5   | SIL 4    | CAT 1 5  | CAT 2 9   | SPA 1 3   | SPA 2 9  | MNZ 1 4   | MNZ 2 Rit | MUG 1 8  | MUG 2     |          |         |          | 6°  | 139,5 | 2° | 261,5 |
| 2020 | Dallara F3 2019 | Mecachrome V634 | Lirim Zendeli      | RBR 1 5  | RBR 2 5   | RBR 3 2   | RBR 4 10  | HUN 1 Rit | HUN 2 16 | SIL 1 13  | SIL 2 11  | SIL 3 9   | SIL 4 2  | CAT 1 12 | CAT 2 16  | SPA 1     | SPA 2 8  | MNZ 1 7   | MNZ 2 4   | MUG 1 4  | MUG 2 Rit |          |         |          | 8°  | 104   | 2° | 261,5 |
| 2020 | Dallara F3 2019 | Mecachrome V634 | Olli Caldwell      | RBR 1 20 | RBR 2 19  | RBR 3 5   | RBR 4 6   | HUN 1 21  | HUN 2 18 | SIL 1 Rit | SIL 2 26  | SIL 3 21  | SIL 4 22 | CAT 1 20 | CAT 2 Rit | SPA 1 7   | SPA 2 11 | MNZ 1 Rit | MNZ 2 9   | MUG 1 17 | MUG 2 16  |          |         |          | 16° | 18    | 2° | 261,5 |
| 2021 | Dallara F3 2019 | Mecachrome V634 | Jack Doohan        | CAT 1 17 | CAT 2 8   | CAT 3 2   | LEC 1 7   | LEC 2 5   | LEC 3 1  | RBR 1 3   | RBR 2 7   | RBR 3 27† | HUN 1 9  | HUN 2 13 | HUN 3     | SPA 1 12  | SPA 2 1  | SPA 3 1   | ZAN 1 6   | ZAN 2 18 | ZAN 3 4   | SOČ 1 15 | SOČ 2 C | SOČ 3 1  | 2°  | 179   | 1° | 381   |
| 2021 | Dallara F3 2019 | Mecachrome V634 | Clément Novalak    | CAT 1 2  | CAT 2 4   | CAT 3 6   | LEC 1 5   | LEC 2 6   | LEC 3 5  | RBR 1 Rit | RBR 2 13  | RBR 3 Rit | HUN 1 4  | HUN 2 8  | HUN 3 5   | SPA 1 7   | SPA 2 5  | SPA 3 5   | ZAN 1 11  | ZAN 2    | ZAN 3 2   | SOČ 1 4  | SOČ 2 C | SOČ 3    | 3°  | 147   | 1° | 381   |
| 2021 | Dallara F3 2019 | Mecachrome V634 | David Schumacher   | CAT 1 11 | CAT 2 Rit | CAT 3 12  | LEC 1 16  | LEC 2 11  | LEC 3 27 | SIL 1 12  | SIL 2 1   | SIL 3 11  | HUN 1 8  | HUN 2 6  | HUN 3 4   | SPA 1 11  | SPA 2    | SPA 3 9   | ZAN 1 14  | ZAN 2 5  | ZAN 3 30† | SOČ 1 14 | SOČ 2 C | SOČ 3 15 | 11° | 55    | 1° | 381   |
| 2022 | Dallara F3 2019 | Mecachrome V634 | Zane Maloney       | SAK 1 4  | SAK 2 Rit | IMO 1 6   | IMO 2 Rit | CAT 1 21  | CAT 2 13 | SIL 1 7   | SIL 2 11  | RBR 1 Rit | RBR 2 5  | HUN 1 10 | HUN 2     | SPA 1 Rit | SPA 2 1  | ZAN 1 17  | ZAN 2 1   | MNZ 1 4  | MNZ 2 1   |          |         |          | 2º  | 134   | 2º | 301   |
| 2022 | Dallara F3 2019 | Mecachrome V634 | Roman Staněk       | SAK 1 24 | SAK 2 22  | IMO 1 4   | IMO 2 1   | CAT 1 8   | CAT 2    | SIL 1 6   | SIL 2 Rit | RBR 1 5   | RBR 2 11 | HUN 1 9  | HUN 2 12  | SPA 1 2   | SPA 2    | ZAN 1 10  | ZAN 2 4   | MNZ 1 12 | MNZ 2 6   |          |         |          | 5º  | 117   | 2º | 301   |
| 2022 | Dallara F3 2019 | Mecachrome V634 | Jonny Edgar        | SAK 1 13 | SAK 2 11  | IMO 1     | IMO 2     | CAT 1     | CAT 2    | SIL 1 15  | SIL 2 8   | RBR 1 7   | RBR 2 21 | HUN 1 13 | HUN 2 24  | SPA 1 4   | SPA 2 5  | ZAN 1 4   | ZAN 2 9   | MNZ 1 5  | MNZ 2 8   |          |         |          | 12º | 46    | 2º | 301   |
| 2022 | Dallara F3 2019 | Mecachrome V634 | Oliver Rasmussen   | SAK 1    | SAK 2     | IMO 1 7   | IMO 2 Rit | CAT 1 16  | CAT 2 14 | SIL 1     | SIL 2     | RBR 1     | RBR 2    | HUN 1    | HUN 2     | SPA 1     | SPA 2    | ZAN 1     | ZAN 2     | MNZ 1    | MNZ 2     |          |         |          | 22º | 4     | 2º | 301   |
| 2023 | Dallara F3 2019 | Mecachrome V634 | Gabriel Bortoleto  | SAK 1 19 | SAK 2 1   | MEL 1 6   | MEL 2 1   | MCO 1 6   | MCO 2 5  | CAT 1 4   | CAT 2 4   | RBR 1 10  | RBR 2    | SIL 1 2  | SIL 2 6   | HUN 1 2   | HUN 2 7  | SPA 1 Rit | SPA 2 11  | MNZ 1 2  | MNZ 2 5   |          |         |          | 1°  | 164   | 2° | 308   |
| 2023 | Dallara F3 2019 | Mecachrome V634 | Oliver Goethe      | SAK 1 6  | SAK 2     | MEL 1 Rit | MEL 2 22  | MCO 1 17  | MCO 2 13 | CAT 1 11  | CAT 2 16  | RBR 1 26  | RBR 2 11 | SIL 1 17 | SIL 2 1   | HUN 1 5   | HUN 2 4  | SPA 1 Rit | SPA 2 Rit | MNZ 1 5  | MNZ 2 Rit |          |         |          | 8°  | 75    | 2° | 308   |
| 2023 | Dallara F3 2019 | Mecachrome V634 | Leonardo Fornaroli | SAK 1 8  | SAK 2 27  | MEL 1 7   | MEL 2 4   | MCO 1 2   | MCO 2 24 | CAT 1 3   | CAT 2 NC  | RBR 1 15  | RBR 2 10 | SIL 1 7  | SIL 2     | HUN 1 13  | HUN 2 9  | SPA 1 9   | SPA 2 14  | MNZ 1 8  | MNZ 2 15  |          |         |          | 11° | 69    | 2° | 308   |

### Formula Regional
| Anno | Telaio           | Motore       | Pilota             | 1         | 2         | 3         | 4        | 5         | 6         | 7        | 8        | 9         | 10        | 11        | 12        | 13       | 14       | 15        | 16        | 17       | 18        | 19        | 20       | PP  | Punti | PS | Punti |
| ---- | ---------------- | ------------ | ------------------ | --------- | --------- | --------- | -------- | --------- | --------- | -------- | -------- | --------- | --------- | --------- | --------- | -------- | -------- | --------- | --------- | -------- | --------- | --------- | -------- | --- | ----- | -- | ----- |
| 2022 | Tatuus F.3 T-318 | Renault M5Pt | Leonardo Fornaroli | MNZ 1 10  | MNZ 2 15  | IMO 1 8   | IMO 2 8  | MCO 1 9   | MCO 2 12  | LEC 1 20 | LEC 2 24 | ZAN 1 8   | ZAN 2 5   | HUN 1 4   | HUN 2 5   | SPA 1 6  | SPA 2 8  | RBR 1 19  | RBR 2 10  | CAT 1 9  | CAT 2 8   | MUG 1 5   | MUG 2 8  | 8°  | 83    | 5° | 136   |
| 2022 | Tatuus F.3 T-318 | Renault M5Pt | Tim Tramnitz       | MNZ 1 11  | MNZ 2 12  | IMO 1 9   | IMO 2 7  | MCO 1 16  | MCO 2 Rit | LEC 1 10 | LEC 2 11 | ZAN 1 Rit | ZAN 2 Rit | HUN 1 Rit | HUN 2 4   | SPA 1 8  | SPA 2 7  | RBR 1 33† | RBR 2 9   | CAT 1 22 | CAT 2 13  | MUG 1 11  | MUG 2 14 | 15° | 35    | 5° | 136   |
| 2022 | Tatuus F.3 T-318 | Renault M5Pt | Roman Bilinski     | MNZ 1 13  | MNZ 2 18  | IMO 1 14  | IMO 2 14 | MCO 1 18  | MCO 2 Rit | LEC 1 16 | LEC 2 10 | ZAN 1 11  | ZAN 2 11  | HUN 1 3   | HUN 2 Rit | SPA 1 11 | SPA 2 19 | RBR 1 17  | RBR 2 Rit | CAT 1 21 | CAT 2 14  | MUG 1 21  | MUG 2 25 | 18° | 16    | 5° | 136   |
| 2023 | Tatuus F.3 T-318 | Renault M5Pt | Nikhil Bohra       | IMO 1 9   | IMO 2 3   | CAT 1 8   | CAT 2 14 | HUN 1 Rit | HUN 2 12  | SPA 1 15 | SPA 2 32 | MUG 1 17  | MUG 2 6   | LEC 1 14  | LEC 2 Rit | RBR 1 12 | RBR 2 5  | MNZ 1 4   | MNZ 2 11  | ZAN 1 18 | ZAN 2 Rit | HOC 1 8   | HOC 2 7  | 12° | 56    | 7° | 120   |
| 2023 | Tatuus F.3 T-318 | Renault M5Pt | Owen Tangavelou    | IMO 1 16  | IMO 2 13  | CAT 1 Rit | CAT 2 16 | HUN 1 18  | HUN 2 13  | SPA 1 23 | SPA 2 22 | MUG 1 13  | MUG 2 8   | LEC 1 15  | LEC 2 8   | RBR 1 10 | RBR 2 6  | MNZ 1 5   | MNZ 2 8   | ZAN 1 17 | ZAN 2 17  | HOC 1 Rit | HOC 2 5  | 14° | 43    | 7° | 120   |
| 2023 | Tatuus F.3 T-318 | Renault M5Pt | Roman Bilinski     | IMO 1 Rit | IMO 2 Rit | CAT 1 15  | CAT 2 8  | HUN 1 12  | HUN 2 17  | SPA 1 13 | SPA 2 24 | MUG 1 11  | MUG 2 15  | LEC 1 20  | LEC 2 16  | RBR 1 7  | RBR 2 9  | MNZ 1 16  | MNZ 2 14  | ZAN 1 5  | ZAN 2 19  | HOC 1 11  | HOC 2 12 | 21° | 23    | 7° | 120   |

## Palmarès
Titoli Team
- 1 Campionato FIA di Formula 3: 2021

Titoli Piloti
- 1 Campionato FIA di Formula 3: 2023 (Bortoleto)
- 1 Campionato FIA di Formula 3: 2024 (Fornaroli)